# Igoumenítsa
Igoumenítsa (en grec moderne : Ηγουμενίτσα / Igoumenítsa) est une ville du nord-ouest de la Grèce. C'est la capitale du district régional de Thesprotie. La ville fait partie de la région de l'Épire. Igoumenítsa fait l'objet de liaisons maritimes régulières avec l'Italie (Ancône, Bari, Brindisi).
On y trouve un petit port bien abrité, face à Corfou.

## Histoire
La ville ne s'est développée qu'à partir du XXe siècle ; au cours de la période ottomane elle est le port d'une localité du nom de Grava (en grec Γράβα), rebaptisée Vounospilia en 1927. La région est libérée des Ottomans en 1913 à l'issue des guerres balkaniques : la localité d'Igoumenitsa forme alors avec celle de Grava la commune d'Igoumenitsa ; à la fondation du nome (département) de Thesprotie en 1938, la ville en devient le chef-lieu.
Igoumenítsa fut prise par la Wehrmacht en 1941 puis remise aux troupes d'occupation de l'Italie fasciste jusqu'en 1943 lorsque les Allemands revinrent : une âpre guerre commença alors avec les résistants grecs. De nombreux otages furent fusillés, les juifs grecs furent déportés. La Résistance grecque finit par libérer la ville à l'automne 1944.
Igoumenitsa se relève et s'industrialise dans les années 1950 et 1960, notamment comme port d'arrivée des ferries en provenance d'Italie, qui y conduisent les milliers de touristes et de camions en transit pour la Turquie et retour. À partir de 2010, la crise financière, due à la dérégulation mondiale et aux endettements de la Grèce, en partie consécutifs aux Jeux olympiques de 2004, fait diminuer le trafic maritime et stoppe le développement.

## Administration
Igoumenítsa se situe dans la périphérie de l'Épire et dans le nome de Thesprotie.
Parmi les maires de la ville, on retrouve :
- Thomás Pitoúlis, né en 1957, en fonction de 2003 à 2006 puis réélu pour la période 2007-2010.
- Ioánnis Lólos, né en 1958, élu en 2014 puis réélu en 2019[4].

## Économie

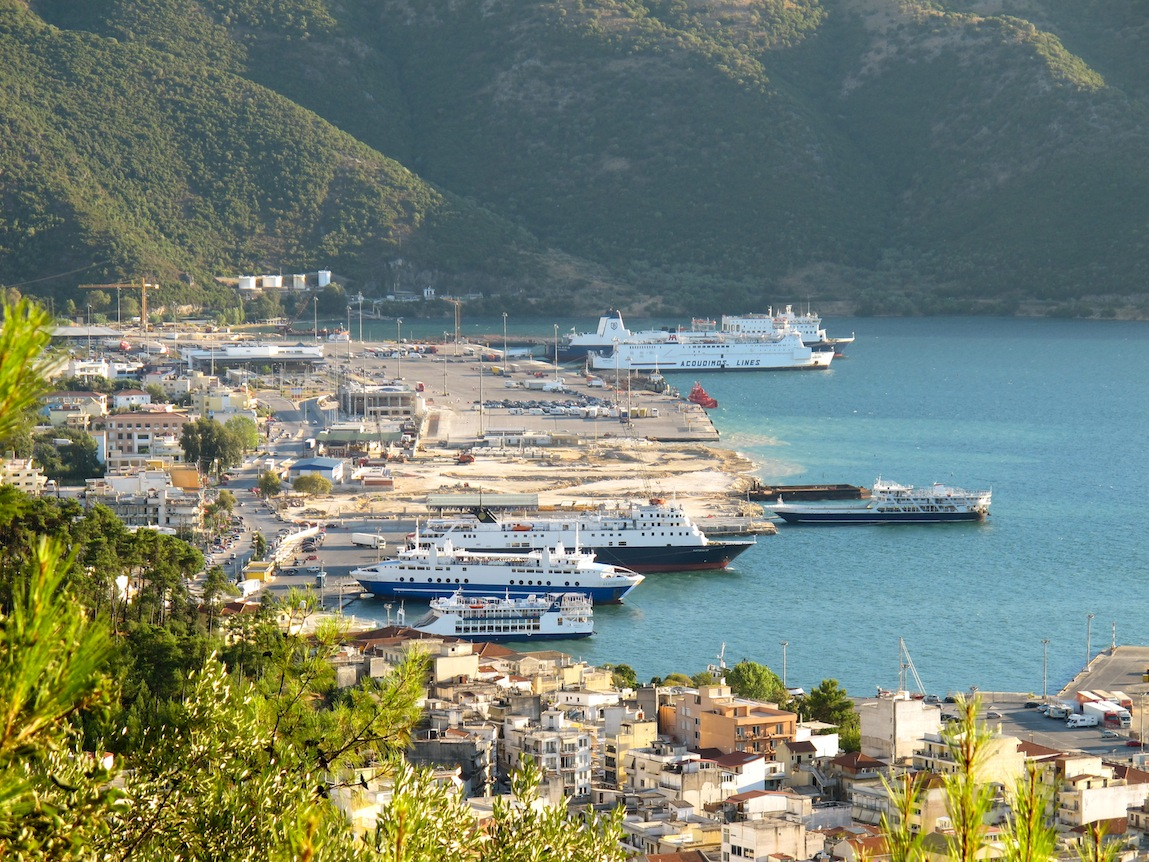
Le nouveau port pour les liaisons par ferry vers l'Italie.

L'économie dépend surtout des secteurs touristiques et portuaires. En effet, la ville offre différentes activités comme la plage, les excursions dans les montagnes de l'Épire et aussi abrite l'un des principaux ports de la côte occidentale de la Grèce. Un grand nombre de compagnies maritimes assurant les liaisons de Patras vers l'Italie, principalement vers les ports d'Ancône, Bari et Brindisi, proposent un arrêt à Igoumenitsa notamment car la ville se trouve en face de l'île de Corfou.